# P/2014 X1 (Elenin)
P/2014 X1 (Elenin) — одна з короткоперіодичних комет сім'ї Юпітера. Ця комета була відкрита 12 грудня 2014 року; вона мала 18.0m на час відкриття.